# Паньцзинь
Паньцзи́нь (кит. упр. 盘锦, пиньинь Pánjǐn) — городской округ в провинции Ляонин КНР.

## История
Во времена империи Цин эти земли входили в состав уезда Гуаннин (广宁县). В 1907 году был образован Паньшаньский комиссариат (盘山厅). После Синьхайской революции в Китае была проведена реформа структуры административного деления, в ходе которой комиссариаты были ликвидированы, и в 1913 году Паньшаньский комиссариат был преобразован в уезд Паньшань провинции Фэнтянь (в 1929 году переименованной в провинцию Ляонин).
После образования КНР уезд в 1949 году вошёл в состав новой провинции Ляоси. В 1954 году провинции Ляоси и Ляодун были объединены в провинцию Ляонин, разбитую на «специальные районы», и уезд вошёл в состав Специального района Ляоян (辽阳专区).
В 1959 году южная часть уезда Паньшань была выделена в отдельное Паньцзиньское сельскохозяйственное управление (盘锦农垦局). В 1964 году уезд Паньшань и Сельскохозяйственное управление были объединены в Сельскохозяйственный район Паньцзинь (盘锦垦区), подчинённый напрямую Министерству освоения целины и залежных земель. В январе 1970 года он был разделён на районы Паньшань и Дава, а 15 июля 1970 года был передан в подчинение властям провинции Ляонин и преобразован в Округ Паньцзинь (盘锦地区). В ноябре 1975 года округ Паньцзинь был расформирован, а районы Паньшань и Дава, преобразованные в уезды, были переданы в подчинение властям Инкоу.
В 1984 году Госсоветом КНР было принято решение (вступившее в силу с 1 января 1985 года) о создании из входивших до этого в подчинение властям Инкоу уездов Паньшань и Дава городского округа Паньцзинь; при этом уезд Паньшань ликвидировался, а вместо него были образованы три района: Паньшань, Синлунтай и Пригородный район. В ноябре 1986 года Пригородный район был ликвидирован, а вместо него был вновь образован уезд Паньшань; район Паньшань был при этом переименован в Шуантайцзы.
В 2016 году уезд Дава был преобразован в район городского подчинения.

## Административно-территориальное деление
Городской округ Паньцзинь делится на 3 района, 1 уезд:
| Map                                | Map    | Map        | Map       | Map            | Map                    | Map           | Map                        |
| ---------------------------------- | ------ | ---------- | --------- | -------------- | ---------------------- | ------------- | -------------------------- |
| Шуантайцзы Синлунтай Дава Паньшань |        |            |           |                |                        |               |                            |
| #                                  | Статус | Название   | Иероглифы | Пиньинь        | Население (2003 прим.) | Площадь (км²) | Плотность населения (/км²) |
| 1                                  | Район  | Синлунтай  | 兴隆台区  | Xīnglóngtái qū | 380 000                | 194           | 1959                       |
| 2                                  | Район  | Шуантайцзы | 双台子区  | Shuāngtáizi qū | 190 000                | 62            | 3065                       |
| 3                                  | Район  | Дава       | 大洼区    | Dàwā qū        | 390 000                | 1683          | 232                        |
| 4                                  | Уезд   | Паньшань   | 盘山县    | Pánshān xiàn   | 290 000                | 2145          | 135                        |

## Экономика
В городском округе Паньцзинь имеется ТЭЦ и два крупных нефтеперерабатывающих комплекса. Ведётся строительство нефтеперерабатывающего и нефтехимического комплекса Huajin Aramco Petrochemical (совместное предприятие китайской государственной компании Huajin Chemicals Group и саудовской государственной компании Saudi Aramco).
Также Паньцзинь является крупнейшим в стране центром разведения речных крабов и крупнейшим в провинции рисоводческим регионом.